# Bodianus tanyokidus
 Bodianus tanyokidus és una espècie de peix de la família dels làbrids i de l'ordre dels perciformes.

## Morfologia
Els mascles poden assolir els 17,7 cm de longitud total.

## Distribució geogràfica
Es troba des de Comoros i Maurici fins al sud del Japó.